# منسون (واشینگتن)
منسون (به انگلیسی: Manson) یک منطقهٔ مسکونی در ایالات متحده آمریکا است که در واشینگتن واقع شده‌است. منسون ۳٫۲۵ کیلومتر مربع مساحت و ۱٬۴۶۸ نفر جمعیت دارد و ۳۴۷٫۴۸ متر بالاتر از سطح دریا واقع شده‌است.